# Розбишівська сільська рада
Розбишівська сільська рада — колишній орган місцевого самоврядування у Гадяцькому районі Полтавської області з центром у селі Розбишівка.

## Населені пункти
Сільраді були підпорядковані населені пункти:
- c. Розбишівка
- с. Веселе
- с. Крамарщина